# Ɩ̄
Cette page contient des caractères spéciaux ou non latins. S’ils s’affichent mal (▯, ?, etc.), consultez la page d’aide Unicode.
Ɩ̄ (minuscule : ɩ̄), appelé iota macron, est un graphème parfois utilisé en kassem dans la notation des tons dans certains dictionnaires. Il s’agit de la lettre iota diacritée d'un macron.

## Représentations informatiques
Le iota macron peut être représenté avec les caractères Unicode suivants (latin étendu B, Alphabet phonétique international, diacritiques),, :
| formes    | représentations | chaînes de caractères | points de code | descriptions                                    |
| --------- | --------------- | --------------------- | -------------- | ----------------------------------------------- |
| capitale  | Ɩ̄               | Ɩ◌̄                    | U+0196 U+0304  | lettre majuscule latine iota diacritique macron |
| minuscule | ɩ̄               | ɩ◌̄                    | U+0269 U+0304  | lettre minuscule latine iota diacritique macron |